# ماريانو غونزاليس (سياسي)
ماريانو غونزاليس (بالإسبانية: Mariano González)‏ هو سياسي باراغواياني، ولد في 1901. انتخب Vice President of Paraguay ‏ (1844 – 1845).